# Фредијеве ноћне море
Фредијеве ноћне море је америчка хорор ТВ серија, која је премијерно емитована од октобра 1988. до марта 1990. године. Настала је на успеху филмског серијала Страва у Улици брестова и радња серије је смештена у времену између четвртог и шестог филма. Роберт Инглунд се вратио у улогу Фредија Кругера и он је једини лик из филмова који се појављује и у серији. Творац и сценариста је Вес Крејвен, режисер и сценариста оригиналног филма. Снимљене су 2 сезоне с укупно 44 епизоде.
Продуцентска компанија Њу лајн синема, која је произвела филмове, имала је исту улогу и код серије, а пилот епизоду режирао је Тоб Хупер, који се претходно прославио филмом Тексашки масакр моторном тестером. Након завршетка емитовања серије, франшиза Страва у Улици брестова добила је, до сада, још 4 филма. Серија се тренутно емитује на El Rey Network-у.
Поред Роберта Инглунда, који се појавио у свакој епизоди, у серији су се појавиле и многе друге звезде укључујући: Бреда Пита, Џорџа Лејзенбија, Маришку Харгитеј, Трејсија Волтера, Еву Ларе и Тима Раса.
Серија је номинована за Награду Сатурн у конкуренцији најбољих хорор серија године.

## Радња
Злокобни убица из Улице брестова се још једном враћа у Спрингвуд, с намером да га потпуно опустоши и прошири своје ноћне море изван граница Охаја

## Улоге
| Глумац           | Улога           |
| ---------------- | --------------- |
| Роберт Инглунд   | Фреди Кругер    |
| Тод Ален         | Тарк            |
| Сандал Бергман   | Џинџер Морган   |
| Ени Кари         | Сара            |
| Бред Пит         | Рик             |
| Хил Парк         | Лиса            |
| Гри Парк         | Мерет           |
| Мери Кросби      | Грета Мос       |
| Тим Рас          | др Хенри Пикард |
| Ева Ларе         | Џина            |
| Тони Доу         | Џони Траверс    |
| Маришка Харгитеј | Марша           |
| Ричард Еден      | Ханк Роске      |
| Гвен Дејвис      | Судија          |
| Џон Милфорд      | Ворден Хедлер   |
| Трејси Волтер    | Јуџин Мос       |
| Френк Бирни      | Херман Глимпсур |
| Винсент Багета   | отац Џарвис     |
| Дијана Френклин  | Џесика          |

## Занимљивости
- Осим Фредија Кругера, ниједан лик из филмова се није појавио, па чак се ни Хедер Лангенкамп није вратила у улогу Ненси Томпсон, јер су продуценти желели да серија буде потпуно фокусирана на Фредија, те су сматрали да би свако појављивање других ликова из филмова било непотребно.